# Terrenate
Terrenate è una città dello stato di Tlaxcala, nel Messico centrale, capoluogo della omonima municipalità.
La municipalità conta 13.775 abitanti (2010) e ha un'estensione di 150,76 km².